# Perdigones de hielo
Los perdigones de hielo son una forma de precipitación consistente en agua parcialmente congelada, pero no en forma de cristales. Se producen cuando los copos de nieve caen de una nube y encuentran una capa de aire suficientemente templado para fundirlo parcialmente, pero no suficientemente cálido como para transformarlo en lluvia. Si encuentran una capa de aire fría cerca del suelo, pueden congelar otra vez. Como la lluvia congelada, una inversión de temperatura del aire se requiere para la formación de los perdigones.
Los perdigones de hielo son muy similar a gotitas heladas de agua a la vista y en el microscopio se puede observar que no se forman los típicos cristales de nieve, sino granos similares al granizo, es decir pequeños hielos amorfos.
La diferencia entre la nieve y los perdigones de hielo es cualitativa, la lluvia está compuesta de gotas de agua en estado líquido, los perdigones, al igual que el granizo constan de agua en estado sólido, en forma de hielo; por el contrario, la nieve está compuesta de agua en estado sólido solo que en forma de prolijos cristales, comúnmente llamados copos.
Esta precipitación también se llama aguanieve en otra definición, pero no se trata de nieve parcialmente derretida. El hecho de la disolución o no al llegar a la tierra solamente depende de la temperatura y humedad de las capas más bajas de la atmósfera.